# Línea Brünig-Napf-Reuss

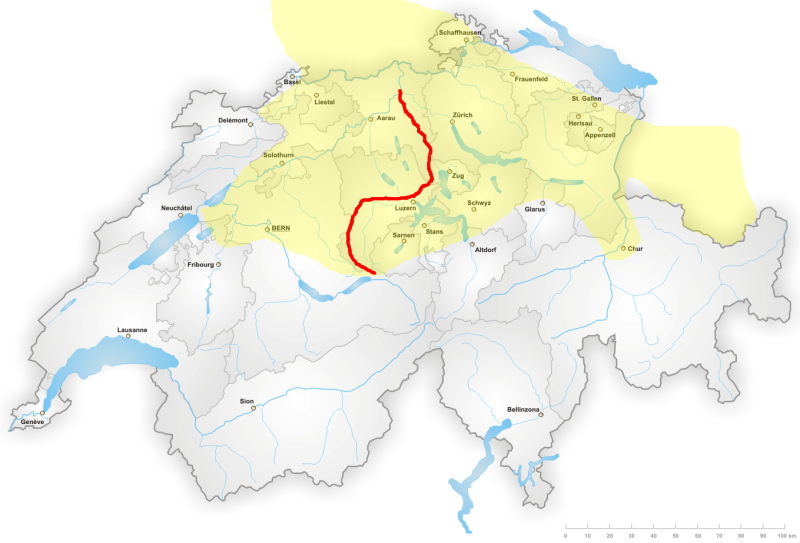
La línea Brünig-Napf-Reuss. En amarillo el área correspondiente al alto alemánico.

Alamania y Burgundia hacia el año 1000 d. C. La línea Brünig-Napf-Reuss corre aproximadamente entre Alamania (naranja) y Burgundia (verde) (la zona rayada de Argovia era territorio disputado).

La Línea Brunig-Napf-Reuss (en alemán Brünig-Napf-Reuss Linie) constituye un límite tradicional y lingüístico dentro de la llamada "Suiza alemana": marchando desde el Brünig Pass (Paso de Brunig) hacia el norte por la región llamada Napfgebiet hacia el río Reuss (que confluye con el Aare en Brügg) se observan dos zonas dialectales del alemán suizo diferenciadas por las isoglosas: al oeste la del llamado alemán bernés y al este la del alemán zuriqués (o "alamánico" y "suabo", respectivamente), ambos variantes del alto alemánico.
Algunos puntos al este de tal línea mantienen características del grupo occidental (en Schwyz y Zug). Dicha línea rodea a los cantones de Lucerna y Argovia.
Tal línea coincide con la distribución tradicional del ganado vacuno, por ejemplo, el del Simmental al oeste y el Braunvieh al este. También coincide esta línea con la del frente de la guerra de los campesinos de 1653. Este límite dialectal se corresponde en gran medida con las marcas medievales de Burgundia y Alamania.
Los cantones germanófonos al este de la línea son:
- Schwyz
- Sankt Gallen
- Zug
- Zúrich

Los cantones germanófonos al oeste son:
- Argovia
- Berna
- Lucerna (cantón)
- Soleura

- Datos: Q352208